# 1077
سنة 1077 كانت سنة بسيطة تبدأ يوم الأحد (الرابط يظهر نموذج التقويم الكامل للسنة) من التقويم اليولياني.

## وفيات
- أبو الفضل البيهقي.
- أحمد الاندرابي.
- أغنيس من بواتو.
- آناوراهتا.
- إبراهيم بن الأجدابى.
- ابن أبي صادق.
- الهجويري.
- تشانغ زاي.